# Rabštejnská Lhota
Rabštejnská Lhota (en allemand : Rabensteiner Lhota) est une commune du district de Chrudim, dans la région de Pardubice, en Tchéquie. Sa population s'élevait à 838 habitants en 2022.

## Géographie
Rabštejnská Lhota se trouve à 5 km au sud-sud-ouest de Chrudim, à 14 km au sud de Pardubice et à 97 km à l'est-sud-est de Prague.
La commune est limitée par Sobětuchy au nord, par Chrudim et Slatiňany à l'est, par Licibořice et Liboměřice au sud, et par Mladoňovice et Stolany à l'ouest.

## Histoire
La première mention écrite de la localité date de 1414.

## Administration
La commune se compose de trois sections :
- Rabštejnská Lhota
- Rabštejn
- Smrkový Týnec

## Galerie

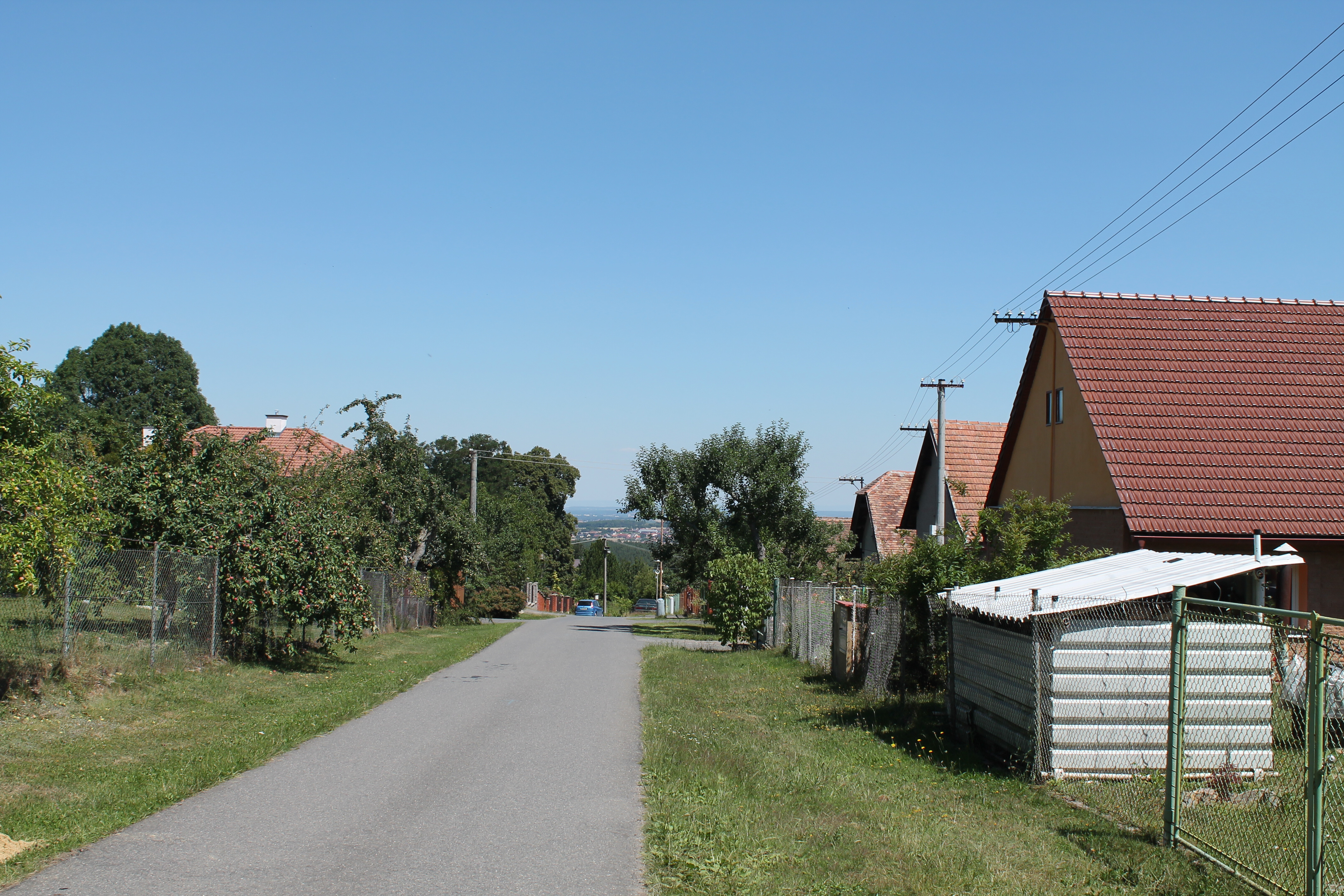
Rabštejn : rue principale.
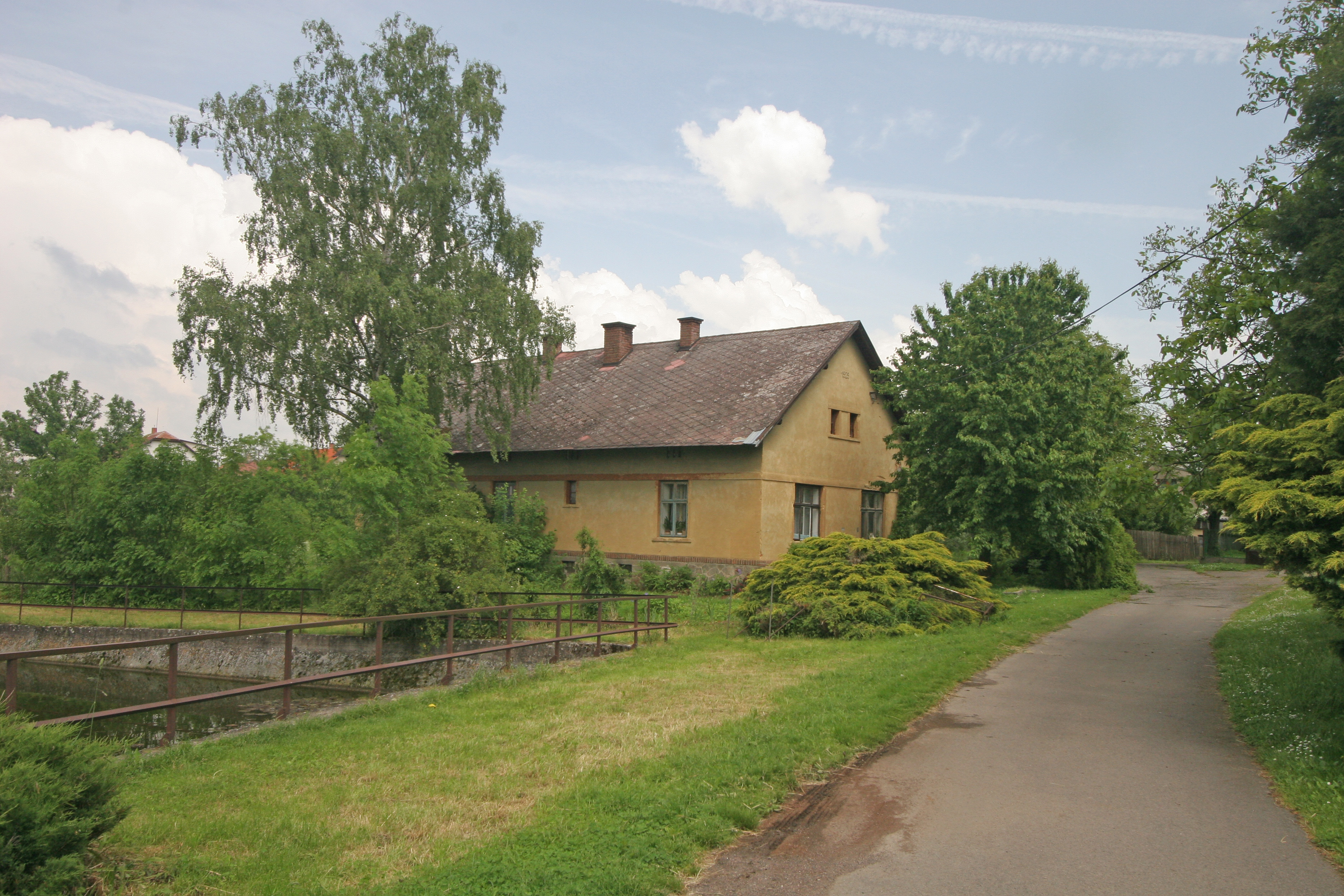
Smrkový Týnec.

## Transports
Par la route, Rabštejnská Lhota se trouve à 6 km de Chrudim, à 17 km de Pardubice et à 123 km de Prague. 